# ATP World Tour 2011
ATP World Tour 2011 – sezon profesjonalnych męskich turniejów tenisowych organizowanych przez Association of Tennis Professionals w 2011 roku. ATP World Tour 2011 obejmuje turnieje wielkoszlemowe (organizowane przez International Tennis Federation), turnieje rangi ATP World Tour Masters 1000, ATP World Tour 500, ATP World Tour 250, zawody Pucharu Davisa (organizowane przez ITF) oraz ATP World Tour Finals.

## Klasyfikacja turniejów
| Wielki Szlem                |
| ATP World Tour Finals       |
| ATP World Tour Masters 1000 |
| ATP World Tour 500          |
| ATP World Tour 250          |

## Styczeń
| Data        | Turniej                                                 | Zwycięzca                       | Wynik             | Finaliści                       | Półfinaliści                         | Ćwierćfinaliści                                                       |
| ----------- | ------------------------------------------------------- | ------------------------------- | ----------------- | ------------------------------- | ------------------------------------ | --------------------------------------------------------------------- |
| 3 stycznia  | Brisbane International Brisbane ATP World Tour 250      | Robin Söderling                 | 6:3, 7:5          | Andy Roddick                    | Kevin Anderson Radek Štěpánek        | Markos Pagdatis Matthew Ebden Santiago Giraldo Florian Mayer          |
| 3 stycznia  | Brisbane International Brisbane ATP World Tour 250      | Lukáš Dlouhý Paul Hanley        | 6:4, k.           | Robert Lindstedt Horia Tecău    | Kevin Anderson Radek Štěpánek        | Markos Pagdatis Matthew Ebden Santiago Giraldo Florian Mayer          |
| 3 stycznia  | Qatar ExxonMobil Open Doha ATP World Tour 250           | Roger Federer                   | 6:3, 6:4          | Nikołaj Dawydienko              | Rafael Nadal Jo-Wilfried Tsonga      | Guillermo García-López Ernests Gulbis Ivo Karlović Viktor Troicki     |
| 3 stycznia  | Qatar ExxonMobil Open Doha ATP World Tour 250           | Marc López Rafael Nadal         | 6:3, 7:6(4)       | Daniele Bracciali Andreas Seppi | Rafael Nadal Jo-Wilfried Tsonga      | Guillermo García-López Ernests Gulbis Ivo Karlović Viktor Troicki     |
| 3 stycznia  | Aircel Chennai Open Ćennaj ATP World Tour 250           | Stanislas Wawrinka              | 7:5, 4:6, 6:1     | Xavier Malisse                  | Tomáš Berdych Janko Tipsarević       | Robin Haase Blaž Kavčič Kei Nishikori Björn Phau                      |
| 3 stycznia  | Aircel Chennai Open Ćennaj ATP World Tour 250           | Mahesh Bhupathi Leander Paes    | 6:2, 6:7(6), 10–7 | David Martin Robin Haase        | Tomáš Berdych Janko Tipsarević       | Robin Haase Blaž Kavčič Kei Nishikori Björn Phau                      |
| 10 stycznia | Medibank International Sydney Sydney ATP World Tour 250 | Gilles Simon                    | 7:5, 7:6(4)       | Viktor Troicki                  | Ernests Gulbis Florian Mayer         | Ołeksandr Dołhopołow Richard Gasquet Serhij Stachowski Potito Starace |
| 10 stycznia | Medibank International Sydney Sydney ATP World Tour 250 | Lukáš Dlouhý Paul Hanley        | 6:7(6), 6:3, 10–5 | Bob Bryan Mike Bryan            | Ernests Gulbis Florian Mayer         | Ołeksandr Dołhopołow Richard Gasquet Serhij Stachowski Potito Starace |
| 10 stycznia | Heineken Open Auckland ATP World Tour 250               | David Ferrer                    | 6:3, 6:2          | David Nalbandian                | Nicolás Almagro Santiago Giraldo     | Thomaz Bellucci John Isner Philipp Kohlschreiber Adrian Mannarino     |
| 10 stycznia | Heineken Open Auckland ATP World Tour 250               | Marcel Granollers Tommy Robredo | 6:4, 7:6(6)       | Johan Brunström Stephen Huss    | Nicolás Almagro Santiago Giraldo     | Thomaz Bellucci John Isner Philipp Kohlschreiber Adrian Mannarino     |
| 17 stycznia | Australian Open Melbourne Wielki Szlem                  | Novak Đoković                   | 6:4, 6:2, 6:3     | Andy Murray                     | Roger Federer David Ferrer           | Tomáš Berdych Ołeksandr Dołhopołow Rafael Nadal Stanislas Wawrinka    |
| 17 stycznia | Australian Open Melbourne Wielki Szlem                  | Bob Bryan Mike Bryan            | 6:3, 6:4          | Mahesh Bhupathi Leander Paes    | Roger Federer David Ferrer           | Tomáš Berdych Ołeksandr Dołhopołow Rafael Nadal Stanislas Wawrinka    |
| 31 stycznia | SA Tennis Open Johannesburg ATP World Tour 250          | Kevin Anderson                  | 4:6, 6:3, 6:2     | Somdev Devvarman                | Adrian Mannarino Izak van der Merwe  | Karol Beck Frank Dancevic Simon Greul Rik de Voest                    |
| 31 stycznia | SA Tennis Open Johannesburg ATP World Tour 250          | James Cerretani Adil Shamasdin  | 6:3, 3:6 10-7     | Scott Lipsky Rajeev Ram         | Adrian Mannarino Izak van der Merwe  | Karol Beck Frank Dancevic Simon Greul Rik de Voest                    |
| 31 stycznia | PBZ Zagreb Indoors Zagrzeb ATP World Tour 250           | Ivan Dodig                      | 6:3, 6:4          | Michael Berrer                  | Guillermo García-López Florian Mayer | Alex Bogomolov Jr. Marin Čilić Richard Gasquet Ivan Ljubičić          |
| 31 stycznia | PBZ Zagreb Indoors Zagrzeb ATP World Tour 250           | Dick Norman Horia Tecău         | 6:3, 6:4          | Marcel Granollers Marc López    | Guillermo García-López Florian Mayer | Alex Bogomolov Jr. Marin Čilić Richard Gasquet Ivan Ljubičić          |
| 31 stycznia | Movistar Open Santiago ATP World Tour 250               | Tommy Robredo                   | 6:2, 2:6, 7:6(5)  | Santiago Giraldo                | Potito Starace Fabio Fognini         | Thomaz Bellucci Juan Ignacio Chela Máximo González Horacio Zeballos   |
| 31 stycznia | Movistar Open Santiago ATP World Tour 250               | Marcelo Melo Bruno Soares       | 6:3, 7:6(3)       | Łukasz Kubot Oliver Marach      | Potito Starace Fabio Fognini         | Thomaz Bellucci Juan Ignacio Chela Máximo González Horacio Zeballos   |

## Luty
| Data      | Turniej                                                                                   | Zwycięzca                        | Wynik                | Finaliści                           | Półfinaliści                         | Ćwierćfinaliści                                                 |
| --------- | ----------------------------------------------------------------------------------------- | -------------------------------- | -------------------- | ----------------------------------- | ------------------------------------ | --------------------------------------------------------------- |
| 7 lutego  | SAP Open San Jose ATP World Tour 250                                                      | Milos Raonic                     | 7:6(6), 7:6(5)       | Fernando Verdasco                   | Juan Martín del Potro Gaël Monfils   | Ričardas Berankis Lleyton Hewitt Denis Istomin Tim Smyczek      |
| 7 lutego  | SAP Open San Jose ATP World Tour 250                                                      | Scott Lipsky Rajeev Ram          | 6:4, 4:6, 10–8       | Alejandro Falla Xavier Malisse      | Juan Martín del Potro Gaël Monfils   | Ričardas Berankis Lleyton Hewitt Denis Istomin Tim Smyczek      |
| 7 lutego  | Brasil Open Costa do Sauípe ATP World Tour 250                                            | Nicolás Almagro                  | 6:3, 7:6(3)          | Ołeksandr Dołhopołow                | Juan Ignacio Chela Ricardo Mello     | Pablo Andújar Thomaz Bellucci Rui Machado Potito Starace        |
| 7 lutego  | Brasil Open Costa do Sauípe ATP World Tour 250                                            | Marcelo Melo Bruno Soares        | 7:6(4), 6:3          | Pablo Andújar Daniel Gimeno-Traver  | Juan Ignacio Chela Ricardo Mello     | Pablo Andújar Thomaz Bellucci Rui Machado Potito Starace        |
| 7 lutego  | ABN AMRO World Tennis Tournament Rotterdam ATP World Tour 500                             | Robin Söderling                  | 6:3, 3:6, 6:3        | Jo-Wilfried Tsonga                  | Ivan Ljubičić Viktor Troicki         | Markos Pagdatis Tomáš Berdych Marin Čilić Michaił Jużny         |
| 7 lutego  | ABN AMRO World Tennis Tournament Rotterdam ATP World Tour 500                             | Jürgen Melzer Philipp Petzschner | 6:4, 3:6, 10–5       | Michaël Llodra Nenad Zimonjić       | Ivan Ljubičić Viktor Troicki         | Markos Pagdatis Tomáš Berdych Marin Čilić Michaił Jużny         |
| 14 lutego | Open 13 Marsylia ATP World Tour 250                                                       | Robin Söderling                  | 6:7(8), 6:3, 6:3     | Marin Čilić                         | Dmitrij Tursunow Michaił Jużny       | Tomáš Berdych Michaël Llodra Jürgen Melzer Jo-Wilfried Tsonga   |
| 14 lutego | Open 13 Marsylia ATP World Tour 250                                                       | Robin Haase Ken Skupski          | 6:3, 6:7(4), 13–11   | Julien Benneteau Jo-Wilfried Tsonga | Dmitrij Tursunow Michaił Jużny       | Tomáš Berdych Michaël Llodra Jürgen Melzer Jo-Wilfried Tsonga   |
| 14 lutego | Regions Morgan Keegan Championships and the Cellular South Cup Memphis ATP World Tour 500 | Andy Roddick                     | 7:6(7), 6:7(11), 7:5 | Milos Raonic                        | Mardy Fish Juan Martín del Potro     | Lleyton Hewitt Robert Kendrick Sam Querrey Michael Russell      |
| 14 lutego | Regions Morgan Keegan Championships and the Cellular South Cup Memphis ATP World Tour 500 | Maks Mirny Daniel Nestor         | 6:3, 6:7(6), 10–7    | Eric Butorac Jean-Julien Rojer      | Mardy Fish Juan Martín del Potro     | Lleyton Hewitt Robert Kendrick Sam Querrey Michael Russell      |
| 14 lutego | Copa Claro Buenos Aires ATP World Tour 250                                                | Nicolás Almagro                  | 6:3, 3:6, 6:4        | Juan Ignacio Chela                  | Tommy Robredo Stanislas Wawrinka     | José Acasuso David Nalbandian Albert Montañés Juan Mónaco       |
| 14 lutego | Copa Claro Buenos Aires ATP World Tour 250                                                | Oliver Marach Leonardo Mayer     | 7:6(6), 6:3          | Franco Ferreiro André Sá            | Tommy Robredo Stanislas Wawrinka     | José Acasuso David Nalbandian Albert Montañés Juan Mónaco       |
| 21 lutego | Dubai Tennis Championships Dubaj ATP World Tour 500                                       | Novak Đoković                    | 6:3, 6:3             | Roger Federer                       | Richard Gasquet Tomáš Berdych        | Serhij Stachowski Gilles Simon Philipp Petzschner Florian Mayer |
| 21 lutego | Dubai Tennis Championships Dubaj ATP World Tour 500                                       | Serhij Stachowski Michaił Jużny  | 4:6, 6:3, 10–3       | Jérémy Chardy Feliciano López       | Richard Gasquet Tomáš Berdych        | Serhij Stachowski Gilles Simon Philipp Petzschner Florian Mayer |
| 21 lutego | Abierto Mexicano TELCEL Acapulco ATP World Tour 500                                       | David Ferrer                     | 7:6(4), 6:7(2), 6:2  | Nicolás Almagro                     | Thomaz Bellucci Ołeksandr Dołhopołow | Juan Mónaco Stanislas Wawrinka Santiago Giraldo Łukasz Kubot    |
| 21 lutego | Abierto Mexicano TELCEL Acapulco ATP World Tour 500                                       | Victor Hănescu Horia Tecău       | 6:1, 6:3             | Marcelo Melo Bruno Soares           | Thomaz Bellucci Ołeksandr Dołhopołow | Juan Mónaco Stanislas Wawrinka Santiago Giraldo Łukasz Kubot    |
| 21 lutego | Delray Beach International Tennis Championships Delray Beach ATP World Tour 250           | Juan Martín del Potro            | 6:4, 6:4             | Janko Tipsarević                    | Mardy Fish Kei Nishikori             | Kevin Anderson Ivan Dodig Alejandro Falla Ryan Sweeting         |
| 21 lutego | Delray Beach International Tennis Championships Delray Beach ATP World Tour 250           | Scott Lipsky Rajeev Ram          | 4:6, 6:4, 10–3       | Christopher Kas Alexander Peya      | Mardy Fish Kei Nishikori             | Kevin Anderson Ivan Dodig Alejandro Falla Ryan Sweeting         |

## Marzec
| Data     | Turniej                                                   | Zwycięzcy                           | Wynik             | Finaliści                        | Półfinaliści                        | Ćwierćfinaliści                                               |
| -------- | --------------------------------------------------------- | ----------------------------------- | ----------------- | -------------------------------- | ----------------------------------- | ------------------------------------------------------------- |
| 10 marca | BNP Paribas Open Indian Wells ATP World Tour Masters 1000 | Novak Đoković                       | 4:6, 6:3, 6:2     | Rafael Nadal                     | Juan Martín del Potro Roger Federer | Ivo Karlović Tommy Robredo Richard Gasquet Stanislas Wawrinka |
| 10 marca | BNP Paribas Open Indian Wells ATP World Tour Masters 1000 | Ołeksandr Dołhopołow Xavier Malisse | 6:4, 6:7(5), 10–7 | Roger Federer Stanislas Wawrinka | Juan Martín del Potro Roger Federer | Ivo Karlović Tommy Robredo Richard Gasquet Stanislas Wawrinka |
| 23 marca | Sony Ericsson Open Miami ATP World Tour Masters 1000      | Novak Đoković                       | 4:6, 6:3, 7:6(4)  | Rafael Nadal                     | Roger Federer Mardy Fish            | Kevin Anderson Tomáš Berdych David Ferrer Gilles Simon        |
| 23 marca | Sony Ericsson Open Miami ATP World Tour Masters 1000      | Mahesh Bhupathi Leander Paes        | 6:7(5), 6:2, 10–5 | Maks Mirny Daniel Nestor         | Roger Federer Mardy Fish            | Kevin Anderson Tomáš Berdych David Ferrer Gilles Simon        |

## Kwiecień
| Data        | Turniej                                                           | Zwycięzca                       | Wynik             | Finaliści                       | Półfinaliści                      | Ćwierćfinaliści                                                  |
| ----------- | ----------------------------------------------------------------- | ------------------------------- | ----------------- | ------------------------------- | --------------------------------- | ---------------------------------------------------------------- |
| 4 kwietnia  | Grand Prix Hassan II Casablanca ATP World Tour 250                | Pablo Andújar                   | 6:1, 6:2          | Potito Starace                  | Victor Hănescu Albert Montañés    | Fabio Fognini Andriej Kuzniecow Pere Riba Gilles Simon           |
| 4 kwietnia  | Grand Prix Hassan II Casablanca ATP World Tour 250                | Robert Lindstedt Horia Tecău    | 6:2, 6:1          | Colin Fleming Igor Zelenay      | Victor Hănescu Albert Montañés    | Fabio Fognini Andriej Kuzniecow Pere Riba Gilles Simon           |
| 4 kwietnia  | US Men’s Clay Court Championships Houston ATP World Tour 250      | Ryan Sweeting                   | 6:4, 7:6(3)       | Kei Nishikori                   | Pablo Cuevas Ivo Karlović         | Mardy Fish Tejmuraz Gabaszwili Guillermo García-López John Isner |
| 4 kwietnia  | US Men’s Clay Court Championships Houston ATP World Tour 250      | Bob Bryan Mike Bryan            | 6:7(4), 6:2, 10–5 | John Isner Sam Querrey          | Pablo Cuevas Ivo Karlović         | Mardy Fish Tejmuraz Gabaszwili Guillermo García-López John Isner |
| 10 kwietnia | Monte-Carlo Rolex Masters Monte Carlo ATP World Tour Masters 1000 | Rafael Nadal                    | 6:4, 7:5          | David Ferrer                    | Jürgen Melzer Andy Murray         | Roger Federer Fred Gil Ivan Ljubičić Viktor Troicki              |
| 10 kwietnia | Monte-Carlo Rolex Masters Monte Carlo ATP World Tour Masters 1000 | Bob Bryan Mike Bryan            | 6:3, 6:2          | Juan Ignacio Chela Bruno Soares | Jürgen Melzer Andy Murray         | Roger Federer Fred Gil Ivan Ljubičić Viktor Troicki              |
| 18 kwietnia | Barcelona Open Banco Sabadell Barcelona ATP World Tour 500        | Rafael Nadal                    | 6:2, 6:4          | David Ferrer                    | Nicolás Almagro Ivan Dodig        | Juan Carlos Ferrero Feliciano López Jürgen Melzer Gaël Monfils   |
| 18 kwietnia | Barcelona Open Banco Sabadell Barcelona ATP World Tour 500        | Santiago González Scott Lipsky  | 5:7, 6:2, 12–10   | Bob Bryan Mike Bryan            | Nicolás Almagro Ivan Dodig        | Juan Carlos Ferrero Feliciano López Jürgen Melzer Gaël Monfils   |
| 24 kwietnia | BMW Open Monachium ATP World Tour 250                             | Nikołaj Dawydienko              | 6:3, 3:6, 6:1     | Florian Mayer                   | Philipp Petzschner Radek Štěpánek | Marin Čilić Grigor Dimitrow Philipp Kohlschreiber Potito Starace |
| 24 kwietnia | BMW Open Monachium ATP World Tour 250                             | Simone Bolelli Horacio Zeballos | 7:6(3), 6:4       | Andreas Beck Christopher Kas    | Philipp Petzschner Radek Štěpánek | Marin Čilić Grigor Dimitrow Philipp Kohlschreiber Potito Starace |
| 25 kwietnia | Estoril Open Estoril ATP World Tour 250                           | Juan Martín del Potro           | 6:2, 6:2          | Fernando Verdasco               | Pablo Cuevas Milos Raonic         | Kevin Anderson Thomaz Bellucci Gilles Simon Robin Söderling      |
| 25 kwietnia | Estoril Open Estoril ATP World Tour 250                           | Eric Butorac Jean-Julien Rojer  | 6:3, 6:4          | Marc López David Marrero        | Pablo Cuevas Milos Raonic         | Kevin Anderson Thomaz Bellucci Gilles Simon Robin Söderling      |
| 25 kwietnia | Serbia Open Belgrad ATP World Tour 250                            | Novak Đoković                   | 7:6(4), 6:2       | Feliciano López                 | Filippo Volandri Janko Tipsarević | Somdev Devvarman Marcel Granollers Blaž Kavčič Albert Montañés   |
| 25 kwietnia | Serbia Open Belgrad ATP World Tour 250                            | František Čermák Filip Polášek  | 7:5, 6:2          | Oliver Marach Alexander Peya    | Filippo Volandri Janko Tipsarević | Somdev Devvarman Marcel Granollers Blaž Kavčič Albert Montañés   |

## Maj
| Data    | Turniej                                                        | Zwycięzca                      | Wynik                 | Finaliści                            | Półfinaliści                       | Ćwierćfinaliści                                               |
| ------- | -------------------------------------------------------------- | ------------------------------ | --------------------- | ------------------------------------ | ---------------------------------- | ------------------------------------------------------------- |
| 1 maja  | Mutua Madrileña Madrid Open Madryt ATP World Tour Masters 1000 | Novak Đoković                  | 7:5, 6:4              | Rafael Nadal                         | Thomaz Bellucci Roger Federer      | Tomáš Berdych David Ferrer Michaël Llodra Robin Söderling     |
| 1 maja  | Mutua Madrileña Madrid Open Madryt ATP World Tour Masters 1000 | Bob Bryan Mike Bryan           | 6:3, 6:3              | Michaël Llodra Nenad Zimonjić        | Thomaz Bellucci Roger Federer      | Tomáš Berdych David Ferrer Michaël Llodra Robin Söderling     |
| 8 maja  | Internazionali BNL d’Italia Rzym ATP World Tour Masters 1000   | Novak Đoković                  | 6:4, 6:4              | Rafael Nadal                         | Richard Gasquet Andy Murray        | Tomáš Berdych Marin Čilić Florian Mayer Robin Söderling       |
| 8 maja  | Internazionali BNL d’Italia Rzym ATP World Tour Masters 1000   | John Isner Sam Querrey         | walkower              | Mardy Fish Andy Roddick              | Richard Gasquet Andy Murray        | Tomáš Berdych Marin Čilić Florian Mayer Robin Söderling       |
| 15 maja | Open de Nice Côte d’Azur Nicea ATP World Tour 250              | Nicolás Almagro                | 6(5):7, 6:3, 6:3      | Victor Hănescu                       | Ołeksandr Dołhopołow Tomáš Berdych | David Ferrer Robin Haase Pablo Andújar Ernests Gulbis         |
| 15 maja | Open de Nice Côte d’Azur Nicea ATP World Tour 250              | Eric Butorac Jean-Julien Rojer | 6:3, 6:4              | Santiago González David Marrero      | Ołeksandr Dołhopołow Tomáš Berdych | David Ferrer Robin Haase Pablo Andújar Ernests Gulbis         |
| 23 maja | Roland Garros Paryż Wielki Szlem                               | Rafael Nadal                   | 7:5, 7:6(3), 5:7, 6:1 | Roger Federer                        | Andy Murray Novak Đoković          | Robin Söderling Juan Ignacio Chela Gaël Monfils Fabio Fognini |
| 23 maja | Roland Garros Paryż Wielki Szlem                               | Daniel Nestor Maks Mirny       | 7:6(3), 3:6, 6:4      | Juan Sebastián Cabal Eduardo Schwank | Andy Murray Novak Đoković          | Robin Söderling Juan Ignacio Chela Gaël Monfils Fabio Fognini |

## Czerwiec
| Data       | Turniej                                           | Zwycięzca                          | Wynik                | Finaliści                     | Półfinaliści                   | Ćwierćfinaliści                                                          |
| ---------- | ------------------------------------------------- | ---------------------------------- | -------------------- | ----------------------------- | ------------------------------ | ------------------------------------------------------------------------ |
| 6 czerwca  | Gerry Weber Open Halle ATP World Tour 250         | Philipp Kohlschreiber              | 7:6(5), 2:0          | Philipp Petzschner            | Tomáš Berdych Gaël Monfils     | Lleyton Hewitt Florian Mayer Milos Raonic Viktor Troicki                 |
| 6 czerwca  | Gerry Weber Open Halle ATP World Tour 250         | Rohan Bopanna Aisam-ul-Haq Qureshi | 7:6(8), 3:6, 11–9    | Robin Haase Milos Raonic      | Tomáš Berdych Gaël Monfils     | Lleyton Hewitt Florian Mayer Milos Raonic Viktor Troicki                 |
| 6 czerwca  | AEGON Championships Londyn ATP World Tour 250     | Andy Murray                        | 3:6, 7:6(2), 6:4     | Jo-Wilfried Tsonga            | Andy Roddick James Ward        | Marin Čilić Adrian Mannarino Rafael Nadal Fernando Verdasco              |
| 6 czerwca  | AEGON Championships Londyn ATP World Tour 250     | Bob Bryan Mike Bryan               | 6:7(2), 7:6(4), 10–6 | Mahesh Bhupathi Leander Paes  | Andy Roddick James Ward        | Marin Čilić Adrian Mannarino Rafael Nadal Fernando Verdasco              |
| 13 czerwca | UNICEF Open ’s-Hertogenbosch ATP World Tour 250   | Dmitrij Tursunow                   | 6:3, 6:2             | Ivan Dodig                    | Markos Pagdatis Xavier Malisse | Alex Bogomolov Jr. Tejmuraz Gabaszwili Santiago Giraldo Denis Gremelmayr |
| 13 czerwca | UNICEF Open ’s-Hertogenbosch ATP World Tour 250   | Daniele Bracciali František Čermák | 6:2, 3:6, 10–8       | Robert Lindstedt Horia Tecău  | Markos Pagdatis Xavier Malisse | Alex Bogomolov Jr. Tejmuraz Gabaszwili Santiago Giraldo Denis Gremelmayr |
| 13 czerwca | AEGON International Eastbourne ATP World Tour 250 | Andreas Seppi                      | 7:6(5), 3:6, 5:3(k)  | Janko Tipsarević              | Igor Kunicyn Kei Nishikori     | Julien Benneteau Grigor Dimitrow Olivier Rochus Radek Štěpánek           |
| 13 czerwca | AEGON International Eastbourne ATP World Tour 250 | Jonatan Erlich Andy Ram            | 6:3, 6:3             | Grigor Dimitrow Andreas Seppi | Igor Kunicyn Kei Nishikori     | Julien Benneteau Grigor Dimitrow Olivier Rochus Radek Štěpánek           |
| 20 czerwca | Wimbledon Londyn Wielki Szlem                     | Novak Đoković                      | 6:4, 6:1, 1:6, 6:3   | Rafael Nadal                  | Andy Murray Jo-Wilfried Tsonga | Mardy Fish Feliciano López Roger Federer Bernard Tomic                   |
| 20 czerwca | Wimbledon Londyn Wielki Szlem                     | Bob Bryan Mike Bryan               | 6:3, 6:4, 7:6(2)     | Robert Lindstedt Horia Tecău  | Andy Murray Jo-Wilfried Tsonga | Mardy Fish Feliciano López Roger Federer Bernard Tomic                   |

## Lipiec
| Data     | Turniej                                                                   | Zwycięzca                        | Wynik            | Finaliści                        | Półfinaliści                      | Ćwierćfinaliści                                                           |
| -------- | ------------------------------------------------------------------------- | -------------------------------- | ---------------- | -------------------------------- | --------------------------------- | ------------------------------------------------------------------------- |
| 4 lipca  | Campbell’s Hall of Fame Tennis Championships Newport ATP World Tour 250   | John Isner                       | 6:3, 7:6(6)      | Olivier Rochus                   | Tobias Kamke Michael Yani         | Alex Bogomolov Jr. Édouard Roger-Vasselin Matthew Ebden Denis Kudla       |
| 4 lipca  | Campbell’s Hall of Fame Tennis Championships Newport ATP World Tour 250   | Matthew Ebden Ryan Harrison      | 4:6, 6:3, 10–5   | Johan Brunström Adil Shamasdin   | Tobias Kamke Michael Yani         | Alex Bogomolov Jr. Édouard Roger-Vasselin Matthew Ebden Denis Kudla       |
| 11 lipca | MercedesCup Stuttgart ATP World Tour 250                                  | Juan Carlos Ferrero              | 6:4, 6:0         | Pablo Andújar                    | Federico Delbonis Łukasz Kubot    | Pavol Červenák Marcel Granollers Cedrik-Marcel Stebe Santiago Giraldo     |
| 11 lipca | MercedesCup Stuttgart ATP World Tour 250                                  | Jürgen Melzer Philipp Petzschner | 6:3, 6:4         | Marcel Granollers Marc López     | Federico Delbonis Łukasz Kubot    | Pavol Červenák Marcel Granollers Cedrik-Marcel Stebe Santiago Giraldo     |
| 11 lipca | SkiStar Swedish Open Båstad ATP World Tour 250                            | Robin Söderling                  | 6:2, 6:2         | David Ferrer                     | Tomáš Berdych Nicolás Almagro     | Potito Starace Blaž Kavčič Michael Ryderstedt Andreas Haider-Maurer       |
| 11 lipca | SkiStar Swedish Open Båstad ATP World Tour 250                            | Robert Lindstedt Horia Tecău     | 6:3, 6:3         | Simon Aspelin Andreas Siljeström | Tomáš Berdych Nicolás Almagro     | Potito Starace Blaž Kavčič Michael Ryderstedt Andreas Haider-Maurer       |
| 18 lipca | Bet-at-home Open – German Tennis Championships Hamburg ATP World Tour 500 | Gilles Simon                     | 6:4, 4:6, 6:4    | Nicolás Almagro                  | Michaił Jużny Fernando Verdasco   | Gaël Monfils Marin Čilić Florian Mayer Jürgen Melzer                      |
| 18 lipca | Bet-at-home Open – German Tennis Championships Hamburg ATP World Tour 500 | Oliver Marach Alexander Peya     | 6:4, 6:1         | František Čermák Filip Polášek   | Michaił Jużny Fernando Verdasco   | Gaël Monfils Marin Čilić Florian Mayer Jürgen Melzer                      |
| 18 lipca | Atlanta Tennis Championships Atlanta ATP World Tour 250                   | Mardy Fish                       | 3:6, 7:6(6), 6:2 | John Isner                       | Ryan Harrison Gilles Müller       | Somdev Devvarman Rajeev Ram Lu Yen-hsun Kevin Anderson                    |
| 18 lipca | Atlanta Tennis Championships Atlanta ATP World Tour 250                   | Alex Bogomolov Jr. Matthew Ebden | 3:6, 7:5, 10–8   | Matthias Bachinger Frank Moser   | Ryan Harrison Gilles Müller       | Somdev Devvarman Rajeev Ram Lu Yen-hsun Kevin Anderson                    |
| 25 lipca | Crédit Agricole Suisse Open Gstaad Gstaad ATP World Tour 250              | Marcel Granollers                | 6:4, 3:6, 6:3    | Fernando Verdasco                | Nicolás Almagro Michaił Jużny     | Feliciano López Julien Benneteau Andreas Haider-Maurer Stanislas Wawrinka |
| 25 lipca | Crédit Agricole Suisse Open Gstaad Gstaad ATP World Tour 250              | František Čermák Filip Polášek   | 6:3, 7:6(7)      | Christopher Kas Alexander Peya   | Nicolás Almagro Michaił Jużny     | Feliciano López Julien Benneteau Andreas Haider-Maurer Stanislas Wawrinka |
| 25 lipca | Farmers Classic Los Angeles ATP World Tour 250                            | Ernests Gulbis                   | 5:7, 6:4, 6:4    | Mardy Fish                       | Ryan Harrison Alex Bogomolov Jr.  | Igor Kunicyn Lu Yen-hsun Thomaz Bellucci Juan Martín del Potro            |
| 25 lipca | Farmers Classic Los Angeles ATP World Tour 250                            | Mark Knowles Xavier Malisse      | 7:6(3), 7:6(10)  | Somdev Devvarman Treat Huey      | Ryan Harrison Alex Bogomolov Jr.  | Igor Kunicyn Lu Yen-hsun Thomaz Bellucci Juan Martín del Potro            |
| 25 lipca | Studena Croatia Open Umag Umag ATP World Tour 250                         | Ołeksandr Dołhopołow             | 6:4, 3:6, 6:3    | Marin Čilić                      | Fabio Fognini Juan Carlos Ferrero | Potito Starace Andreas Seppi Carlos Berlocq Albert Ramos-Viñolas          |
| 25 lipca | Studena Croatia Open Umag Umag ATP World Tour 250                         | Simone Bolelli Fabio Fognini     | 6:3, 5:7, 10–7   | Marin Čilić Lovro Zovko          | Fabio Fognini Juan Carlos Ferrero | Potito Starace Andreas Seppi Carlos Berlocq Albert Ramos-Viñolas          |

## Sierpień
| Data        | Turniej                                                        | Zwycięzca                           | Wynik                 | Finaliści                            | Półfinaliści                        | Ćwierćfinaliści                                                    |
| ----------- | -------------------------------------------------------------- | ----------------------------------- | --------------------- | ------------------------------------ | ----------------------------------- | ------------------------------------------------------------------ |
| 1 sierpnia  | Bet-at-home Cup Kitzbühel Kitzbühel ATP World Tour 250         | Robin Haase                         | 6:4, 4:6, 6:1         | Albert Montañés                      | Juan Ignacio Chela João Souza       | Pablo Andújar Santiago Giraldo Marcel Granollers Andreas Seppi     |
| 1 sierpnia  | Bet-at-home Cup Kitzbühel Kitzbühel ATP World Tour 250         | Daniele Bracciali Santiago González | 7:6(1), 4:6, 11–9     | Franco Ferreiro André Sá             | Juan Ignacio Chela João Souza       | Pablo Andújar Santiago Giraldo Marcel Granollers Andreas Seppi     |
| 1 sierpnia  | Legg Mason Tennis Classic Waszyngton ATP World Tour 500        | Radek Štěpánek                      | 6:4, 6:4              | Gaël Monfils                         | John Isner Donald Young             | Markos Pagdatis Janko Tipsarević Viktor Troicki Fernando Verdasco  |
| 1 sierpnia  | Legg Mason Tennis Classic Waszyngton ATP World Tour 500        | Michaël Llodra Nenad Zimonjić       | 6:7(3), 7:6(6), 10–7  | Robert Lindstedt Horia Tecău         | John Isner Donald Young             | Markos Pagdatis Janko Tipsarević Viktor Troicki Fernando Verdasco  |
| 8 sierpnia  | Rogers Cup Montreal ATP World Tour Masters 1000                | Novak Đoković                       | 6:2, 3:6, 6:4         | Mardy Fish                           | Jo-Wilfried Tsonga Janko Tipsarević | Gaël Monfils Nicolás Almagro Stanislas Wawrinka Tomáš Berdych      |
| 8 sierpnia  | Rogers Cup Montreal ATP World Tour Masters 1000                | Michaël Llodra Nenad Zimonjić       | 6:4, 6(5):7, 10–5     | Bob Bryan Mike Bryan                 | Jo-Wilfried Tsonga Janko Tipsarević | Gaël Monfils Nicolás Almagro Stanislas Wawrinka Tomáš Berdych      |
| 15 sierpnia | Western & Southern Open Cincinnati ATP World Tour Masters 1000 | Andy Murray                         | 6:4, 3:0 krecz        | Novak Đoković                        | Tomáš Berdych Mardy Fish            | Gaël Monfils Roger Federer Gilles Simon Rafael Nadal               |
| 15 sierpnia | Western & Southern Open Cincinnati ATP World Tour Masters 1000 | Mahesh Bhupathi Leander Paes        | 7:6(4), 7:6(2)        | Michaël Llodra Nenad Zimonjić        | Tomáš Berdych Mardy Fish            | Gaël Monfils Roger Federer Gilles Simon Rafael Nadal               |
| 22 sierpnia | Winston-Salem Open Winston-Salem ATP World Tour 250            | John Isner                          | 4:6, 6:3, 6:4         | Julien Benneteau                     | Andy Roddick Robin Haase            | Juan Mónaco Markos Pagdatis Ołeksandr Dołhopołow Serhij Stachowski |
| 22 sierpnia | Winston-Salem Open Winston-Salem ATP World Tour 250            | Jonatan Erlich Andy Ram             | 7:6(2), 6:4           | Christopher Kas Alexander Peya       | Andy Roddick Robin Haase            | Juan Mónaco Markos Pagdatis Ołeksandr Dołhopołow Serhij Stachowski |
| 29 sierpnia | US Open Nowy Jork Wielki Szlem                                 | Novak Đoković                       | 6:2, 6:4, 6:7(3), 6:1 | Rafael Nadal                         | Roger Federer Andy Murray           | Janko Tipsarević Jo-Wilfried Tsonga John Isner Andy Roddick        |
| 29 sierpnia | US Open Nowy Jork Wielki Szlem                                 | Jürgen Melzer Philipp Petzschner    | 6:2, 6:2              | Mariusz Fyrstenberg Marcin Matkowski | Roger Federer Andy Murray           | Janko Tipsarević Jo-Wilfried Tsonga John Isner Andy Roddick        |

## Wrzesień
| Data        | Turniej                                                | Zwycięzca                          | Wynik            | Finaliści                        | Półfinaliści                        | Ćwierćfinaliści                                                    |
| ----------- | ------------------------------------------------------ | ---------------------------------- | ---------------- | -------------------------------- | ----------------------------------- | ------------------------------------------------------------------ |
| 19 września | Open de Moselle Metz ATP World Tour 250                | Jo-Wilfried Tsonga                 | 6:3, 6:7(4), 6:4 | Ivan Ljubičić                    | Ołeksandr Dołhopołow Gilles Müller  | Richard Gasquet Nicolas Mahut Xavier Malisse Igor Sijsling         |
| 19 września | Open de Moselle Metz ATP World Tour 250                | Jamie Murray André Sá              | 6:4, 7:6(7)      | Lukáš Dlouhý Marcelo Melo        | Ołeksandr Dołhopołow Gilles Müller  | Richard Gasquet Nicolas Mahut Xavier Malisse Igor Sijsling         |
| 19 września | BRD Năstase Ţiriac Trophy Bukareszt ATP World Tour 250 | Florian Mayer                      | 6:3, 6:1         | Pablo Andújar                    | Juan Ignacio Chela Filippo Volandri | Alessandro Giannessi Andreas Seppi João Souza Albert Ramos-Viñolas |
| 19 września | BRD Năstase Ţiriac Trophy Bukareszt ATP World Tour 250 | Daniele Bracciali Potito Starace   | 3:6, 6:4, 10–8   | Julian Knowle David Marrero      | Juan Ignacio Chela Filippo Volandri | Alessandro Giannessi Andreas Seppi João Souza Albert Ramos-Viñolas |
| 26 września | PTT Thailand Open Bangkok ATP World Tour 250           | Andy Murray                        | 6:2, 6:0         | Donald Young                     | Gaël Monfils Gilles Simon           | Matthias Bachinger Grigor Dimitrow Jarkko Nieminen Gō Soeda        |
| 26 września | PTT Thailand Open Bangkok ATP World Tour 250           | Oliver Marach Aisam-ul-Haq Qureshi | 7:6(4), 7:6(5)   | Michael Kohlmann Alexander Waske | Gaël Monfils Gilles Simon           | Matthias Bachinger Grigor Dimitrow Jarkko Nieminen Gō Soeda        |
| 26 września | Proton Malaysian Open Kuala Lumpur ATP World Tour 250  | Janko Tipsarević                   | 6:4, 7:5         | Markos Pagdatis                  | Kei Nishikori Viktor Troicki        | Nicolás Almagro Nikołaj Dawydienko Jürgen Melzer Dmitrij Tursunow  |
| 26 września | Proton Malaysian Open Kuala Lumpur ATP World Tour 250  | Eric Butorac Jean-Julien Rojer     | 6:1, 6:3         | František Čermák Filip Polášek   | Kei Nishikori Viktor Troicki        | Nicolás Almagro Nikołaj Dawydienko Jürgen Melzer Dmitrij Tursunow  |

## Październik
| Data            | Turniej                                                          | Zwycięzca                          | Wynik             | Finaliści                            | Półfinaliści                       | Ćwierćfinaliści                                                          |
| --------------- | ---------------------------------------------------------------- | ---------------------------------- | ----------------- | ------------------------------------ | ---------------------------------- | ------------------------------------------------------------------------ |
| 3 października  | Rakuten Japan Open Tennis Championships Tokio ATP World Tour 500 | Andy Murray                        | 3:6, 6:2, 6:0     | Rafael Nadal                         | Mardy Fish David Ferrer            | Santiago Giraldo Bernard Tomic Radek Štěpánek David Nalbandian           |
| 3 października  | Rakuten Japan Open Tennis Championships Tokio ATP World Tour 500 | Andy Murray Jamie Murray           | 6:1, 6:4          | František Čermák Filip Polášek       | Mardy Fish David Ferrer            | Santiago Giraldo Bernard Tomic Radek Štěpánek David Nalbandian           |
| 3 października  | China Open Pekin ATP World Tour 500                              | Tomáš Berdych                      | 3:6, 6:4, 6:1     | Marin Čilić                          | Jo-Wilfried Tsonga Ivan Ljubičić   | Juan Carlos Ferrero Fernando Verdasco Michaił Jużny Kevin Anderson       |
| 3 października  | China Open Pekin ATP World Tour 500                              | Michaël Llodra Nenad Zimonjić      | 7:6(2), 7:6(4)    | Robert Lindstedt Horia Tecău         | Jo-Wilfried Tsonga Ivan Ljubičić   | Juan Carlos Ferrero Fernando Verdasco Michaił Jużny Kevin Anderson       |
| 10 października | Shanghai Rolex Masters Szanghaj ATP World Tour Masters 1000      | Andy Murray                        | 7:5, 6:4          | David Ferrer                         | Feliciano López Kei Nishikori      | Ołeksandr Dołhopołow Matthew Ebden Florian Mayer Andy Roddick            |
| 10 października | Shanghai Rolex Masters Szanghaj ATP World Tour Masters 1000      | Maks Mirny Daniel Nestor           | 3:6, 6:1, 12–10   | Michaël Llodra Nenad Zimonjić        | Feliciano López Kei Nishikori      | Ołeksandr Dołhopołow Matthew Ebden Florian Mayer Andy Roddick            |
| 17 października | Kremlin Cup Moskwa ATP World Tour 250                            | Janko Tipsarević                   | 6:4, 6:2          | Viktor Troicki                       | Nikołaj Dawydienko Jérémy Chardy   | Dmitrij Tursunow Michael Berrer Philipp Kohlschreiber Alex Bogomolov Jr. |
| 17 października | Kremlin Cup Moskwa ATP World Tour 250                            | František Čermák Filip Polášek     | 6:3, 6:1          | Carlos Berlocq David Marrero         | Nikołaj Dawydienko Jérémy Chardy   | Dmitrij Tursunow Michael Berrer Philipp Kohlschreiber Alex Bogomolov Jr. |
| 17 października | If Stockholm Open Sztokholm ATP World Tour 250                   | Gaël Monfils                       | 7:5, 3:6, 6:2     | Jarkko Nieminen                      | Milos Raonic James Blake           | Kevin Anderson Grigor Dimitrow Tobias Kamke David Nalbandian             |
| 17 października | If Stockholm Open Sztokholm ATP World Tour 250                   | Rohan Bopanna Aisam-ul-Haq Qureshi | 6:1, 6:3          | Marcelo Melo Bruno Soares            | Milos Raonic James Blake           | Kevin Anderson Grigor Dimitrow Tobias Kamke David Nalbandian             |
| 24 października | St. Petersburg Open Petersburg ATP World Tour 250                | Marin Čilić                        | 6:3, 3:6, 6:2     | Janko Tipsarević                     | Michaił Jużny Alex Bogomolov Jr.   | Adrian Mannarino Andreas Seppi Dušan Lajović Potito Starace              |
| 24 października | St. Petersburg Open Petersburg ATP World Tour 250                | Colin Fleming Ross Hutchins        | 6:3, 6:7(5), 10–8 | Michaił Jełgin Aleksander Kudriawcew | Michaił Jużny Alex Bogomolov Jr.   | Adrian Mannarino Andreas Seppi Dušan Lajović Potito Starace              |
| 24 października | Erste Bank Open Wiedeń ATP World Tour 250                        | Jo-Wilfried Tsonga                 | 6:7(5), 6:3, 6:4  | Juan Martín del Potro                | Daniel Brands Kevin Anderson       | Xavier Malisse Steve Darcis Jürgen Melzer Tommy Haas                     |
| 24 października | Erste Bank Open Wiedeń ATP World Tour 250                        | Bob Bryan Mike Bryan               | 7:6(10), 6:3      | Maks Mirny Daniel Nestor             | Daniel Brands Kevin Anderson       | Xavier Malisse Steve Darcis Jürgen Melzer Tommy Haas                     |
| 31 października | Davidoff Swiss Indoors Bazylea ATP World Tour 500                | Roger Federer                      | 6:1, 6:3          | Kei Nishikori                        | Novak Đoković Stanislas Wawrinka   | Markos Pagdatis Michaił Kukuszkin Andy Roddick Florian Mayer             |
| 31 października | Davidoff Swiss Indoors Bazylea ATP World Tour 500                | Michaël Llodra Nenad Zimonjić      | 6:4, 7:5          | Maks Mirny Daniel Nestor             | Novak Đoković Stanislas Wawrinka   | Markos Pagdatis Michaił Kukuszkin Andy Roddick Florian Mayer             |
| 31 października | Valencia Open 500 Walencja ATP World Tour 500                    | Marcel Granollers                  | 6:2, 4:6, 7:6(3)  | Juan Mónaco                          | David Ferrer Juan Martín del Potro | Nikołaj Dawydienko Juan Carlos Ferrero Gaël Monfils Sam Querrey          |
| 31 października | Valencia Open 500 Walencja ATP World Tour 500                    | Bob Bryan Mike Bryan               | 6:4, 7:6(9)       | Eric Butorac Jean-Julien Rojer       | David Ferrer Juan Martín del Potro | Nikołaj Dawydienko Juan Carlos Ferrero Gaël Monfils Sam Querrey          |

## Listopad
| Data         | Turniej                                               | Zwycięzca                          | Wynik            | Finaliści                            | Półfinaliści               | Ćwierćfinaliści                                                    |
| ------------ | ----------------------------------------------------- | ---------------------------------- | ---------------- | ------------------------------------ | -------------------------- | ------------------------------------------------------------------ |
| 7 listopada  | BNP Paribas Masters Paryż ATP World Tour Masters 1000 | Roger Federer                      | 6:1, 7:6(3)      | Jo-Wilfried Tsonga                   | John Isner Tomáš Berdych   | Novak Đoković David Ferrer Juan Mónaco Andy Murray                 |
| 7 listopada  | BNP Paribas Masters Paryż ATP World Tour Masters 1000 | Rohan Bopanna Aisam-ul-Haq Qureshi | 6:2, 6:4         | Julien Benneteau Nicolas Mahut       | John Isner Tomáš Berdych   | Novak Đoković David Ferrer Juan Mónaco Andy Murray                 |
| 21 listopada | ATP World Tour Finals Londyn ATP World Tour Finals    | Roger Federer                      | 6:3, 6:7(6), 6:3 | Jo-Wilfried Tsonga                   | Tomáš Berdych David Ferrer | Novak Đoković Janko Tipsarević Andy Murray Rafael Nadal Mardy Fish |
| 21 listopada | ATP World Tour Finals Londyn ATP World Tour Finals    | Maks Mirny Daniel Nestor           | 7:5, 6:3         | Mariusz Fyrstenberg Marcin Matkowski | Tomáš Berdych David Ferrer | Novak Đoković Janko Tipsarević Andy Murray Rafael Nadal Mardy Fish |

## Wygrane turnieje
Stan na koniec sezonu

### gra pojedyncza – klasyfikacja tenisistów
| Lp | Wygrane | Tenisista             | Państwo           |
| 1  | 10      | Novak Đoković         | Serbia            |
| 2  | 5       | Andy Murray           | Wielka Brytania   |
| 3  | 4       | Robin Söderling       | Szwecja           |
|    | 4       | Roger Federer         | Szwajcaria        |
| 4  | 3       | Nicolás Almagro       | Hiszpania         |
|    | 3       | Rafael Nadal          | Hiszpania         |
| 5  | 2       | David Ferrer          | Hiszpania         |
|    | 2       | Juan Martín del Potro | Argentyna         |
|    | 2       | Gilles Simon          | Francja           |
|    | 2       | John Isner            | Stany Zjednoczone |
|    | 2       | Janko Tipsarević      | Serbia            |
|    | 2       | Jo-Wilfried Tsonga    | Francja           |
|    | 2       | Marcel Granollers     | Hiszpania         |
| 6  | 1       | Stanislas Wawrinka    | Szwajcaria        |
|    | 1       | Kevin Anderson        | Południowa Afryka |
|    | 1       | Ivan Dodig            | Chorwacja         |
|    | 1       | Tommy Robredo         | Hiszpania         |
|    | 1       | Milos Raonic          | Kanada            |
|    | 1       | Andy Roddick          | Stany Zjednoczone |
|    | 1       | Pablo Andújar         | Hiszpania         |
|    | 1       | Ryan Sweeting         | Stany Zjednoczone |
|    | 1       | Nikołaj Dawydienko    | Rosja             |
|    | 1       | Philipp Kohlschreiber | Niemcy            |
|    | 1       | Dmitrij Tursunow      | Rosja             |
|    | 1       | Andreas Seppi         | Włochy            |
|    | 1       | Juan Carlos Ferrero   | Hiszpania         |
|    | 1       | Mardy Fish            | Stany Zjednoczone |
|    | 1       | Ernests Gulbis        | Łotwa             |
|    | 1       | Ołeksandr Dołhopołow  | Ukraina           |
|    | 1       | Robin Haase           | Holandia          |
|    | 1       | Radek Štěpánek        | Czechy            |
|    | 1       | Florian Mayer         | Niemcy            |
|    | 1       | Tomáš Berdych         | Czechy            |
|    | 1       | Gaël Monfils          | Francja           |
|    | 1       | Marin Čilić           | Chorwacja         |

### gra pojedyncza – klasyfikacja państw
| Lp | Państwo           | Turnieje |
| 1  | Hiszpania         | 13       |
| 2  | Serbia            | 12       |
| 3  | Stany Zjednoczone | 5        |
|    | Wielka Brytania   | 5        |
|    | Francja           | 5        |
|    | Szwajcaria        | 5        |
| 4  | Szwecja           | 4        |
| 5  | Argentyna         | 2        |
|    | Rosja             | 2        |
|    | Niemcy            | 2        |
|    | Czechy            | 2        |
|    | Chorwacja         | 2        |
| 6  | Południowa Afryka | 1        |
|    | Kanada            | 1        |
|    | Włochy            | 1        |
|    | Łotwa             | 1        |
|    | Ukraina           | 1        |
|    | Holandia          | 1        |

### gra podwójna – klasyfikacja tenisistów
| Lp | Wygrane | Tenisista            | Państwo           |
| 1  | 8       | Bob Bryan            | Stany Zjednoczone |
|    | 8       | Mike Bryan           | Stany Zjednoczone |
| 2  | 4       | Horia Tecău          | Rumunia           |
|    | 4       | František Čermák     | Czechy            |
|    | 4       | Michaël Llodra       | Francja           |
|    | 4       | Nenad Zimonjić       | Serbia            |
|    | 4       | Aisam-ul-Haq Qureshi | Pakistan          |
|    | 4       | Maks Mirny           | Białoruś          |
|    | 4       | Daniel Nestor        | Kanada            |
| 3  | 3       | Mahesh Bhupathi      | Indie             |
|    | 3       | Leander Paes         | Indie             |
|    | 3       | Jürgen Melzer        | Austria           |
|    | 3       | Philipp Petzschner   | Niemcy            |
|    | 3       | Daniele Bracciali    | Włochy            |
|    | 3       | Oliver Marach        | Austria           |
|    | 3       | Eric Butorac         | Stany Zjednoczone |
|    | 3       | Jean-Julien Rojer    | Curaçao           |
|    | 3       | Filip Polášek        | Słowacja          |
|    | 3       | Rohan Bopanna        | Indie             |
| 4  | 2       | Lukáš Dlouhý         | Czechy            |
|    | 2       | Paul Hanley          | Australia         |
|    | 2       | Marcelo Melo         | Brazylia          |
|    | 2       | Bruno Soares         | Brazylia          |
|    | 2       | Scott Lipsky         | Stany Zjednoczone |
|    | 2       | Rajeev Ram           | Stany Zjednoczone |
|    | 2       | Robert Lindstedt     | Szwecja           |
|    | 2       | Matthew Ebden        | Australia         |
|    | 2       | Xavier Malisse       | Belgia            |
|    | 2       | Simone Bolelli       | Włochy            |
|    | 2       | Santiago González    | Meksyk            |
|    | 2       | Jamie Murray         | Wielka Brytania   |
| 5  | 1       | Marc López           | Hiszpania         |
|    | 1       | Rafael Nadal         | Hiszpania         |
|    | 1       | Marcel Granollers    | Hiszpania         |
|    | 1       | Tommy Robredo        | Hiszpania         |
|    | 1       | James Cerretani      | Stany Zjednoczone |
|    | 1       | Adil Shamasdin       | Kanada            |
|    | 1       | Dick Norman          | Belgia            |
|    | 1       | Robin Haase          | Holandia          |
|    | 1       | Ken Skupski          | Wielka Brytania   |
|    | 1       | Leonardo Mayer       | Argentyna         |
|    | 1       | Serhij Stachowski    | Ukraina           |
|    | 1       | Michaił Jużny        | Rosja             |
|    | 1       | Victor Hănescu       | Rumunia           |
|    | 1       | Ołeksandr Dołhopołow | Ukraina           |
|    | 1       | Scott Lipsky         | Stany Zjednoczone |
|    | 1       | Horacio Zeballos     | Argentyna         |
|    | 1       | John Isner           | Stany Zjednoczone |
|    | 1       | Sam Querrey          | Stany Zjednoczone |
|    | 1       | Ryan Harrison        | Stany Zjednoczone |
|    | 1       | Alexander Peya       | Austria           |
|    | 1       | Alex Bogomolov Jr.   | Stany Zjednoczone |
|    | 1       | Mark Knowles         | Bahamy            |
|    | 1       | Fabio Fognini        | Włochy            |
|    | 1       | Jonatan Erlich       | Izrael            |
|    | 1       | Andy Ram             | Izrael            |
|    | 1       | André Sá             | Brazylia          |
|    | 1       | Potito Starace       | Włochy            |
|    | 1       | Andy Murray          | Wielka Brytania   |
|    | 1       | Colin Fleming        | Wielka Brytania   |
|    | 1       | Ross Hutchins        | Wielka Brytania   |

### gra podwójna – klasyfikacja państw
| Lp | Państwo           | Turnieje |
| 1  | Stany Zjednoczone | 29       |
| 2  | Indie             | 9        |
| 3  | Włochy            | 7        |
|    | Austria           | 7        |
| 4  | Rumunia           | 6        |
|    | Czechy            | 6        |
|    | Wielka Brytania   | 6        |
| 5  | Brazylia          | 5        |
|    | Kanada            | 5        |
| 6  | Hiszpania         | 4        |
|    | Australia         | 4        |
|    | Francja           | 4        |
|    | Serbia            | 4        |
|    | Pakistan          | 4        |
|    | Białoruś          | 4        |
| 7  | Belgia            | 3        |
|    | Niemcy            | 3        |
|    | Curaçao           | 3        |
|    | Słowacja          | 3        |
| 8  | Ukraina           | 2        |
|    | Argentyna         | 2        |
|    | Szwecja           | 2        |
|    | Meksyk            | 2        |
|    | Izrael            | 2        |
| 9  | Holandia          | 1        |
|    | Rosja             | 1        |
|    | Bahamy            | 1        |

### ogólna klasyfikacja tenisistów
| Lp | Tenisista             | Singel | Debel | Mikst | Suma |
| 1  | Novak Đoković         | 10     | 0     | 0     | 10   |
| 2  | Andy Murray           | 5      | 1     | 0     | 6    |
| 3  | Robin Söderling       | 4      | 0     | 0     | 4    |
|    | Roger Federer         | 4      | 0     | 0     | 4    |
| 4  | Rafael Nadal          | 3      | 1     | 0     | 4    |
| 5  | Nicolás Almagro       | 3      | 0     | 0     | 3    |
| 6  | John Isner            | 2      | 1     | 0     | 3    |
|    | Marcel Granollers     | 2      | 1     | 0     | 3    |
| 7  | Juan Martín del Potro | 2      | 0     | 0     | 2    |
|    | David Ferrer          | 2      | 0     | 0     | 2    |
|    | Gilles Simon          | 2      | 0     | 0     | 2    |
|    | Janko Tipsarević      | 2      | 0     | 0     | 2    |
|    | Jo-Wilfried Tsonga    | 2      | 0     | 0     | 2    |
| 8  | Tommy Robredo         | 1      | 1     | 0     | 2    |
|    | Ołeksandr Dołhopołow  | 1      | 1     | 0     | 2    |
|    | Robin Haase           | 1      | 1     | 0     | 2    |
| 9  | Stanislas Wawrinka    | 1      | 0     | 0     | 1    |
|    | Kevin Anderson        | 1      | 0     | 0     | 1    |
|    | Ivan Dodig            | 1      | 0     | 0     | 1    |
|    | Milos Raonic          | 1      | 0     | 0     | 1    |
|    | Andy Roddick          | 1      | 0     | 0     | 1    |
|    | Pablo Andújar         | 1      | 0     | 0     | 1    |
|    | Ryan Sweeting         | 1      | 0     | 0     | 1    |
|    | Nikołaj Dawydienko    | 1      | 0     | 0     | 1    |
|    | Philipp Kohlschreiber | 1      | 0     | 0     | 1    |
|    | Dmitrij Tursunow      | 1      | 0     | 0     | 1    |
|    | Andreas Seppi         | 1      | 0     | 0     | 1    |
|    | Juan Carlos Ferrero   | 1      | 0     | 0     | 1    |
|    | Mardy Fish            | 1      | 0     | 0     | 1    |
|    | Ernests Gulbis        | 1      | 0     | 0     | 1    |
|    | Radek Štěpánek        | 1      | 0     | 0     | 1    |
|    | Florian Mayer         | 1      | 0     | 0     | 1    |
|    | Tomáš Berdych         | 1      | 0     | 0     | 1    |
|    | Gaël Monfils          | 1      | 0     | 0     | 1    |
|    | Marin Čilić           | 1      | 0     | 0     | 1    |
| 10 | Bob Bryan             | 0      | 7     | 1     | 8    |
| 11 | Mike Bryan            | 0      | 7     | 0     | 7    |
| 12 | Horia Tecău           | 0      | 5     | 0     | 5    |
| 13 | Daniel Nestor         | 0      | 4     | 1     | 5    |
| 14 | František Čermák      | 0      | 4     | 0     | 4    |
|    | Michaël Llodra        | 0      | 4     | 0     | 4    |
|    | Nenad Zimonjić        | 0      | 4     | 0     | 4    |
|    | Aisam-ul-Haq Qureshi  | 0      | 4     | 0     | 4    |
|    | Maks Mirny            | 0      | 4     | 0     | 4    |
| 15 | Jürgen Melzer         | 0      | 3     | 1     | 4    |
| 16 | Mahesh Bhupathi       | 0      | 3     | 0     | 3    |
|    | Leander Paes          | 0      | 3     | 0     | 3    |
|    | Philipp Petzschner    | 0      | 3     | 0     | 3    |
|    | Daniele Bracciali     | 0      | 3     | 0     | 3    |
|    | Oliver Marach         | 0      | 3     | 0     | 3    |
|    | Eric Butorac          | 0      | 3     | 0     | 3    |
|    | Jean-Julien Rojer     | 0      | 3     | 0     | 3    |
|    | Filip Polášek         | 0      | 3     | 0     | 3    |
|    | Rohan Bopanna         | 0      | 3     | 0     | 3    |
| 17 | Lukáš Dlouhý          | 0      | 2     | 0     | 2    |
|    | Paul Hanley           | 0      | 2     | 0     | 2    |
|    | Marcelo Melo          | 0      | 2     | 0     | 2    |
|    | Bruno Soares          | 0      | 2     | 0     | 2    |
|    | Scott Lipsky          | 0      | 2     | 0     | 2    |
|    | Rajeev Ram            | 0      | 2     | 0     | 2    |
|    | Robert Lindstedt      | 0      | 2     | 0     | 2    |
|    | Matthew Ebden         | 0      | 2     | 0     | 2    |
|    | Xavier Malisse        | 0      | 2     | 0     | 2    |
|    | Simone Bolelli        | 0      | 2     | 0     | 2    |
|    | Santiago González     | 0      | 2     | 0     | 2    |
|    | Jamie Murray          | 0      | 2     | 0     | 2    |
| 18 | Scott Lipsky          | 0      | 1     | 1     | 2    |
| 19 | Marc López            | 0      | 1     | 0     | 1    |
|    | James Cerretani       | 0      | 1     | 0     | 1    |
|    | Adil Shamasdin        | 0      | 1     | 0     | 1    |
|    | Dick Norman           | 0      | 1     | 0     | 1    |
|    | Ken Skupski           | 0      | 1     | 0     | 1    |
|    | Leonardo Mayer        | 0      | 1     | 0     | 1    |
|    | Serhij Stachowski     | 0      | 1     | 0     | 1    |
|    | Michaił Jużny         | 0      | 1     | 0     | 1    |
|    | Victor Hănescu        | 0      | 1     | 0     | 1    |
|    | Horacio Zeballos      | 0      | 1     | 0     | 1    |
|    | Sam Querrey           | 0      | 1     | 0     | 1    |
|    | Ryan Harrison         | 0      | 1     | 0     | 1    |
|    | Alexander Peya        | 0      | 1     | 0     | 1    |
|    | Alex Bogomolov Jr.    | 0      | 1     | 0     | 1    |
|    | Mark Knowles          | 0      | 1     | 0     | 1    |
|    | Fabio Fognini         | 0      | 1     | 0     | 1    |
|    | Jonatan Erlich        | 0      | 1     | 0     | 1    |
|    | Andy Ram              | 0      | 1     | 0     | 1    |
|    | André Sá              | 0      | 1     | 0     | 1    |
|    | Potito Starace        | 0      | 1     | 0     | 1    |
|    | Colin Fleming         | 0      | 1     | 0     | 1    |
|    | Ross Hutchins         | 0      | 1     | 0     | 1    |
| 20 | Jack Sock             | 0      | 0     | 1     | 1    |

### ogólna klasyfikacja państw
| Lp | Państwo           | Singel | Debel | Mikst | Suma |
| 1  | Hiszpania         | 13     | 4     | 0     | 17   |
| 2  | Serbia            | 12     | 4     | 0     | 16   |
| 3  | Stany Zjednoczone | 5      | 29    | 2     | 36   |
| 4  | Wielka Brytania   | 5      | 6     | 0     | 11   |
| 5  | Francja           | 5      | 4     | 0     | 9    |
| 6  | Szwajcaria        | 5      | 0     | 0     | 5    |
| 7  | Szwecja           | 4      | 2     | 0     | 6    |
| 8  | Czechy            | 2      | 6     | 0     | 8    |
| 9  | Niemcy            | 2      | 3     | 0     | 5    |
| 10 | Argentyna         | 2      | 2     | 0     | 4    |
| 11 | Chorwacja         | 2      | 0     | 0     | 2    |
| 12 | Włochy            | 1      | 7     | 0     | 8    |
| 13 | Kanada            | 1      | 5     | 1     | 7    |
| 14 | Ukraina           | 1      | 2     | 0     | 3    |
| 15 | Rosja             | 1      | 1     | 0     | 2    |
|    | Holandia          | 1      | 1     | 0     | 2    |
| 16 | Południowa Afryka | 1      | 0     | 0     | 1    |
|    | Łotwa             | 1      | 0     | 0     | 1    |
| 17 | Indie             | 0      | 9     | 0     | 9    |
| 18 | Austria           | 0      | 7     | 1     | 8    |
| 19 | Rumunia           | 0      | 5     | 0     | 5    |
|    | Brazylia          | 0      | 5     | 0     | 5    |
| 20 | Australia         | 0      | 4     | 0     | 4    |
|    | Pakistan          | 0      | 4     | 0     | 4    |
|    | Białoruś          | 0      | 4     | 0     | 4    |
| 21 | Belgia            | 0      | 3     | 0     | 3    |
|    | Curaçao           | 0      | 3     | 0     | 3    |
|    | Słowacja          | 0      | 3     | 0     | 3    |
| 22 | Meksyk            | 0      | 2     | 0     | 2    |
|    | Izrael            | 0      | 2     | 0     | 2    |
| 23 | Bahamy            | 0      | 1     | 0     | 1    |

## Obronione tytuły
- Bob Bryan – Australian Open (debel), Houston (debel), Madryt (debel)
- Mike Bryan – Australian Open (debel), Houston (debel), Madryt (debel)
- Robin Söderling – Rotterdam (singiel)
- Novak Đoković – Dubaj (singiel)
- David Ferrer – Acapulco (singiel)
- Leander Paes – Miami (debel)
- Robert Lindstedt – Casablanca (debel), Båstad (debel)
- Horia Tecău – Casablanca (debel), Båstad (debel)
- Rafael Nadal – Monte Carlo (singiel), French Open (singiel)
- Daniel Nestor – French Open (debel), ATP World Tour Finals (debel)
- Mardy Fish – Atlanta (singiel)
- Andy Murray – Szanghaj (singiel)
- Roger Federer – Bazylea (singiel), ATP World Tour Finals (singiel)